# Radio Intereconomía
Radio Intereconomía és una cadena radiofònica espanyola que emet una programació temàtica, especialitzada en la informació econòmica. Va iniciar les seves emissions el 1994 i forma part d'Intereconomía Corporación.

## Història
Impulsada per l'empresari Jesús Gasulla, Ràdio Intereconomía va iniciar les seves emissions en Madrid el 7 d'octubre de 1994, utilitzant la freqüència modulada de Radio Vinilo, emissora propietat de Radio Intercontinental. A començaments de 1995, després d'un acord entre Gasulla i Antonio Asensio, l'emissora fou adquirida per Monte Cañaveral S.L. (propietat en un 80% del Grup Zeta), empresa editora de les publicacions econòmiques La Gaceta de los Negocios i Dinero.
El 1997, amb l'arribada de Julio Ariza Irigoyen, s'inicia una etapa de creixement, estenent-se com a cadena amb freqüències arreu d'Espanya. Així mateix, l'adquisició d'altres mitjans, com l'agència Fax Press o la revista Época, donen origen a la creació del Grupo Intereconomía.
El 2003 un dels programes més veterans de l'emissora, Capital, dirigit i presentat per Luis Vicente Muñoz, va ser distingit amb el Premis Ondas 2003.
Al març de 2008 s'inicia l'emissió com a canal de ràdio en la televisió digital terrestre pel multiplexor compartit en el canal 66 amb cobertura nacional i també emet mitjançant la ràdio digital DAB pel múltiplex MF-I
En 2013 marxa el periodista Luis Vicente Muñoz per a crear la seva pròpia emissora de ràdio anomenada Capital Radio Arxivat 2019-01-19 a Wayback Machine.
En 2014 marxa el periodista Carlos Peñaloza per crear la seva pròpia emissora de ràdio anomenada Radio Internacional
Definitivament a partir del 13 de febrer de 2014 les següents emissores coincidint amb el tancament a nivell nacional en obert en la TDT de Intereconomía TV: Radio Intercontinental, i algunes freqüències de Interpop Radio, s'han fusionat en una única emissora anomenada Radio Inter.
El 13 de febrer de 2014 deixa d'emetre en TDT a través de freqüència nacional en obert.
Des del dilluns 7 de gener 2019 Radio Inter passa a les mans de grup de Radio Internacional al 96,7%. El seu actual president és Carlos Peñaloza.
L'actual president de Radio Intereconomía és: Julio Ariza Irigoyen.

## Programació
Emet una programació especialitzada en la informació econòmica (evolució dels mercats financers de tot el món en temps real, programes destinats al món de la empresa, etc.), intercalada amb informació d'actualitat i amb l'estil de vida dels empresaris, directius i professionals. La informació econòmica i financera, es combina també amb la informació general (política, cultural i social) i altres continguts d'entreteniment.

## Audiència
Radio Intereconomía és l'emissora econòmica amb més oïdores d'Espanya, La segona onada de l'EGM del 2015 incideix que posseeix una audiència de dilluns a divendres de 49.000 oïdors, xifra que consolida el seu lideratge entre les ràdios econòmiques en augmentar notablement la seva distància amb el seu competidor, Gestiona Radio, que té menys de la meitat d'oïdores que Radio Intereconomía.

## Premis
- Antena de Plata (2015): Joaquín Martín, presentador de Ruta 42.
- Antena de Plata (2005): Natalia Obregón, periodista de Capital Intereconomía.
- Premi Jove i Brillant de Periodisme Econòmic (2004): Susana Criado, presentadora de Capital Intereconomía.
- Ondas al millor programa radiofònic (2002): Capital Intereconomía.

## Freqüències de Radio Intereconomía

### FM
Illes Canàries
- Las Palmas: 92.5 FM
- Tenerife Sur: 87.5 FM

 Castella i Lleó
- Salamanca: 92.7 FM

 Comunitat de Madrid
- Madrid: 95.1 FM

 País Valencià
- València: 105.5 FM
- Novelda: 92.3 y 104.6 FM

 Galícia
- La Corunya: 87.7 FM
- Santiago de Compostel·la: 105.6 FM
- Parada de Sil: 90.6 FM (Sense confirmar)

 Navarra
- Tafalla: 104.4 FM (Sense confirmar)

 Regió de Múrcia
- Múrcia: 90.7 FM